# María Crescencia Pérez
María Angélica Pérez, F.MH, řeholním jménem María Crescentia (17. srpna 1897, San Martín – 20. května 1932, Vallenar) byla argentinská římskokatolická řeholnice, členka kongregace Dcer Panny Marie ze zahrady, později působící v Chile. Katolická církev ji uctivá jako blahoslavenou.

## Život
Narodila se dne 17. srpna 1897 v části Buenos Aires, San Martínu jako páté z jedenácti dětí španělským přistěhovalcům Augustínu Pérezovi a Emě Rodriguezové. Měla čtyři bratry a dvě sestry. Vyrůstala na farmě, kde také pomáhala svým rodičům s pracemi. Již jako dítě byla velmi zbožná.

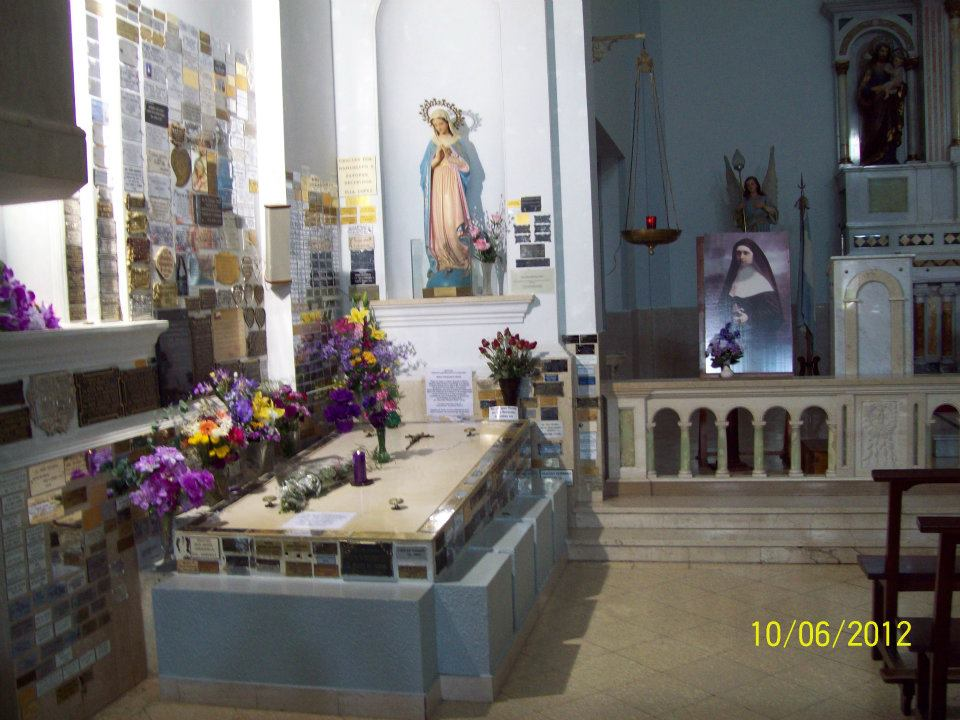
Její hrobka v Pergaminu

Dne 31. prosince 1915 vstoupila do řeholní kongregace Dcer Panny Marie ze zahrady. Dne 2. září 1916 přijala řeholní hábit a řeholní jméno María Crescentia. Řeholní sliby pak složila dne 7. září 1918. Působila jako učitelka a katecheta dětí a v letech 1924–1928 pracovala v nemocnicích, kde pečovala o pacienty s tuberkulózou a o nemocné děti.
Roku 1925 se přestěhovala do Mar del Plata, aby zde taktéž pečovala nemocné. Zde se však nakazila plicní chorobou, kvůli které se její zdraví výrazně zhoršilo. Roku 1928 začala působit ve Vallenaru v Chile, kde v místní nemocnici dávala zejména duchovní útěchu nemocným pacientům.
Zemřela dne 17. srpna 1932 v nemocnici ve Vallenaru na plicní chorobu. Roku 1966 byly její ostatky při prohlídce shledány neporušené a převezeny do města Quillata. Dne 26. července 1986 byla znovu pohřbena ve městě Pergamino v Argentině.

## Úcta
Její beatifikační proces započal dne 5. prosince 1989, čímž obdržela titul služebnice Boží. Dne 22. června 2004 ji papež sv. Jan Pavel II. podepsáním dekretu o jejích hrdinských ctnostech prohlásil za ctihodnou. Dne 19. prosince 2011 byl uznán zázrak na její přímluvu, potřebný pro její blahořečení.
Blahořečena pak byla dne 17. listopadu 2012 v Pergaminu. Obřadu předsedal jménem papeže Benedikta XVI. kardinál Angelo Amato.
Její památka je připomínána 20. května. Bývá zobrazována v řeholním oděvu.